# Артемида и олень
Артемида и олень — бронзовая скульптура древнегреческой богини Артемиды.
Скульптура была названа «одним из самых красивых произведений искусства, сохранившихся с классической эпохи» Она высоко ценится за своё превосходное состояние сохранности, несмотря на отсутствующий лук и незначительные изъяны на лице Артемиды.
В июне 2007 года Художественная галерея Олбрайт-Нокс выставила статую на аукцион, на котором она была продана 28,6 млн долларов, что стало самой высокой продажной ценой среди всех скульптур на тот период времени.

## Описание и история
Статуя изображает Артемиду — греческую богиню охоты и плодородия, покровительнице всего живого на Земле. Она находится на простом постаменте в позе, которая предполагает, что она только что выпустила стрелу из своего лука. В какой-то момент своей истории существования лук был отделен от скульптуры и утрачен. Волосы богини волнистые и распущенные, собранные на затылке в шиньон. На богине короткий хитон, который собран в области талии и развевается внизу, она частично покрыта гиматием. На ступни её ног надеты кружевные сандалии, рядом слева стоит оленёнок. Некоторые историки считают, что оригинальная скульптура могла включать прыгающую собаку справа от богини.
Высота скульптуры чуть выше 90 см (36,25 дюйма), высота постамента — около 30 см (12,5 дюйма), рост оленя — около 40 см (16,75 дюйма). Скульптура изготовлена из бронзы, предположительно между 1-м веком до нашей эры и 1-м веком нашей эры.

## История
Была найдена в 1920-х годах при раскопках на строительной площадке в Риме и с тех пор несколько раз скульптура переходил из рук в руки, прежде чем найти своё постоянное место в Художественной галерее Олбрайт-Нокс в Буффало, штат Нью-Йорк.
В ноябре 2006 года Галерея Олбрайт-Нокс объявила о своем намерении исключить скульптуру Артемиду из своей коллекции, несмотря на то, что это произведение искусства было очень любимо публикой и являлось частью постоянной коллекции с 1953 года. Директор Луи Грачос (Louis Grachos) счёл её и ещё около 200 других произведений коллекции как выходящие за рамки исторической миссии галереи с приоритетом на экспонирование современного искусства. Окончательное решение было принято голосованием совета директоров музея, что вызвало возмущение общественности.
Спорное решение о продаже скульптуры было принято в тайне и не было открыто для общественности, пока она не была упакована и отправлена в аукционный дом Сотбис. При этом не обошлось без конфликта интересов во время проведения аукциона.
Скульптура Артемиды была продана на аукционе в Нью-Йорке 7 июня 2007 года. Она стала самой ценной скульптурой, когда-либо проданной на аукционе на тот момент, побив рекорд 2005 года в размере 27,4 млн долларов при продаже работы Константина Бранкузи «Птица в пространстве». Победитель торгов остался неизвестен, наняв для этой покупки арт-дилера Джузеппе Эскенази.
В январе 2008 года скульптура была выставлена в Метрополитен-музее на шесть месяцев, где находилась впоследствии по октябрь 2019 года.